# Seattle Seahawks (Eishockey)
Die Seattle Seahawks waren ein US-amerikanisches Eishockeyfranchise der Pacific Coast Hockey League aus Seattle, Washington.

## Geschichte
Das Franchise wurde 1933 als Seattle Seahawks gegründet. Die Mannschaft spielte zunächst von 1933 bis 1936 in der North West Hockey League, deren Meistertitel sie in der Saison 1935/36 gewannen. Nachdem die Liga aufgelöst wurde schlossen sie sich der Pacific Coast Hockey League an, deren Meistertitel sie in der Saison 1937/38 ebenfalls gewannen. Zur Saison 1940/41 wurde die Mannschaft in Seattle Olympics umbenannt. Im Anschluss an die Spielzeit stellte die Liga zwischenzeitlich den Spielbetrieb ein und auch die Seattle Olympics wurden aufgelöst.